# Cognizant Technology Solutions
Cognizant Technology Solutions ist ein US-amerikanischer IT-Dienstleister mit Sitz in Teaneck, New Jersey. Wichtigster Standort ist jedoch Chennai in Indien, wo die Mehrzahl der etwa 350.000 Angestellten arbeitet. Neben weiteren indischen Produktionsstandorten hat der Konzern auch ein „Global Delivery Center“ in Shanghai. Cognizant stellt IT-Consulting und -Technologie sowie Outsourcing-Dienstleistungen über ein weltweites Liefermodell zur Verfügung. Cognizant ist an der NASDAQ börsennotiert und zählt dort zu den 100 Unternehmen mit der höchsten Marktkapitalisierung, des NASDAQ-100.

## Geschichte
Cognizant wurde 1994 als Entwicklungsabteilung von Dun & Bradstreet (D&B) mit dem Namen Dun & Bradstreet Satyam Software gegründet. Ursprünglich war das Unternehmen ein Joint Venture von Dun & Bradstreet (76 %) und Satyam Computer Services Ltd. (24 %), wurde jedoch bald eine 100-prozentige Tochter von D&B.
Im Rahmen einer Umstrukturierung von D&B wurde der Konzern 1996 in drei börsennotierte Teilkonzerne aufgeteilt. Dabei wurden das auf die Gesundheitsbranche spezialisierte Marktforschungsunternehmen IMS, Nielsen Media Research, die IT-Beratung Gartner Group und die Marktforscher von Dataquest sowie Pilot Software und Erisco unter dem Dach der Cognizant Corp. zusammengefasst. 1998 wurde Cognizant erneut aufgeteilt und Cognizant Technology Solutions entstand als Geschäftsbereich der IMS Health. Noch im gleichen Jahr ging Cognizant Technology Solutions an die Börse (NASDAQ: CTSH).
Im November 2002 stieß IMS seine Mehrheit an Cognizant Technology Solutions ab.
Am 5. März 2008 verkündeten Cognizant Technology Solutions und T-Systems den Aufbau einer gemeinsamen globalen Service-Allianz für Systemintegration.
Am 7. März 2020 verkündete Cognizant zusammen mit dem Formel-1-Team von Aston Martin (ehemals Racing Point) eine langjährige Partnerschaft. Im Januar 2022 verkaufte Cognizant seine Akquisition Oy Samlink an Kyndryl und Mustache an DJE Holdings.

## Geschäftsbereiche
Die Geschäfte konzentrieren sich hauptsächlich auf die folgenden vertikal organisierten Bereiche:
- Banking & Financial Services
- Healthcare & Life Sciences
- Insurance
- Manufacturing & Logistics
- Retail
- Information, Media & Entertainment
- Technology
- Communications

## Wettbewerber
Hauptwettbewerber sind Infosys und andere IT-Dienstleister wie IBM, HP, Capgemini, Accenture, Tech Mahindra, Atos IT Solutions and Services, CGI, Wipro und Tata Consultancy Services.